# Montgé-en-Goële
Montgé-en-Goële ist eine französische Gemeinde mit 724 Einwohnern (Stand: 1. Januar 2022) im Département Seine-et-Marne in der Region Île-de-France. Sie gehört zum Arrondissement Meaux und zum Kanton Mitry-Mory (bis 2015: Kanton Dammartin-en-Goële).
Die Einwohner werden Montgéens genannt.

## Geographie
Montgé-en-Goële liegt etwa 35 Kilometer nordöstlich von Paris.

### Nachbargemeinden
Umgeben ist Montgé-en-Goële von den Gemeinden Marchémoret im Norden, Saint-Soupplets im Osten, Cuisy im Osten und Südosten, Le Plessis-aux-Bois im Südosten, Vinantes im Süden, Nantouillet im Südwesten, Juilly im Westen und Südwesten sowie Saint-Mard im Nordwesten.

## Bevölkerungsentwicklung
| Jahr      | 1962 | 1968 | 1975 | 1982 | 1990 | 1999 | 2006 | 2012 |
| Einwohner | 347  | 348  | 459  | 539  | 584  | 633  | 692  | 695  |

## Sehenswürdigkeiten
- Kirche Saint-Étienne, im 12. Jahrhundert erbaut

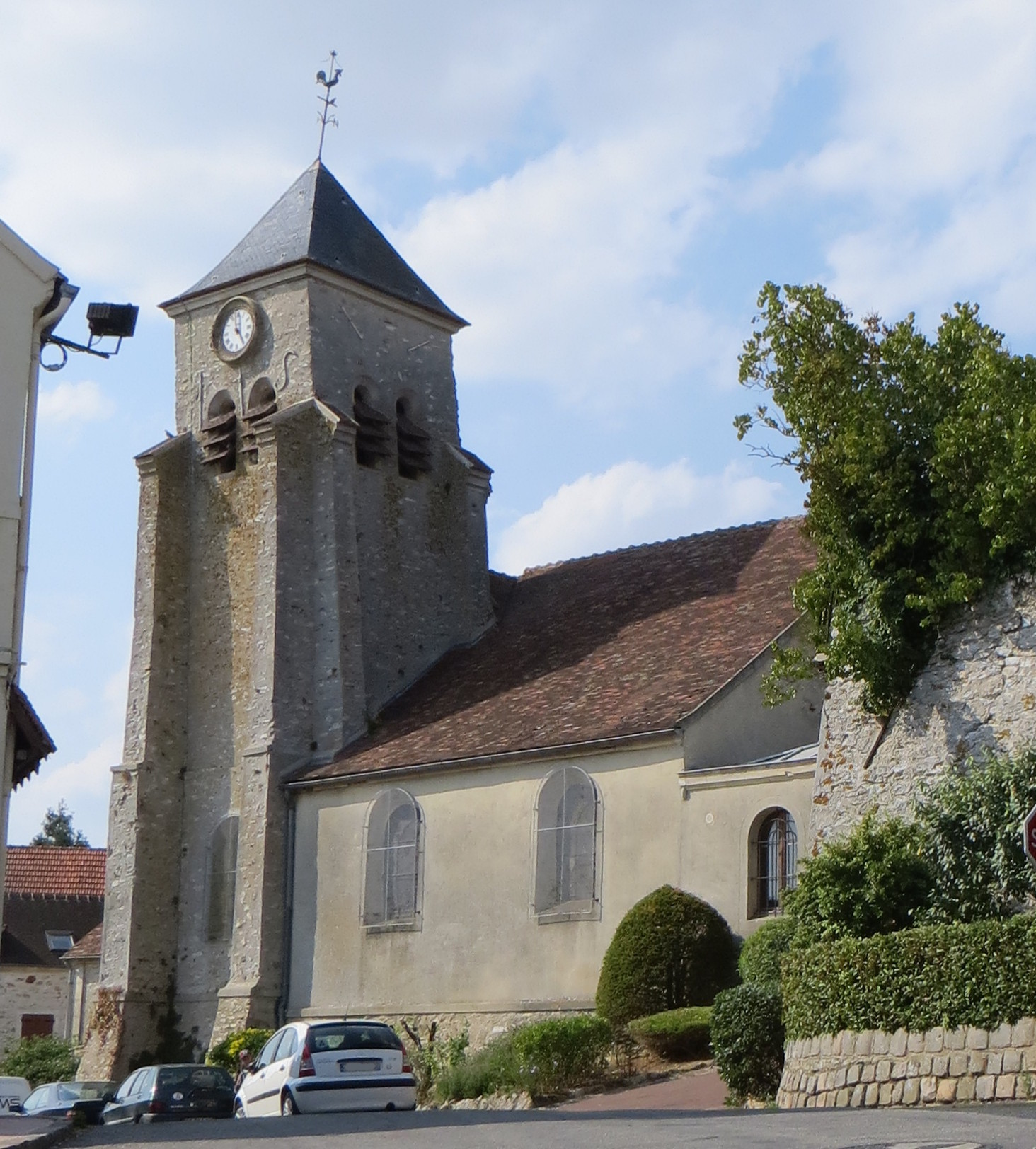
Kirche Saint-Étienne

- Domäne Saint-Thibault